# جبل بلخير
جبل بِلْخِير جبل يقع بولاية قفصة من الجنوب التونسي، شمال غربي قرية سيدي منصور وجنوب شرقي مدينة السند، وشرقي جبل شمسي. يبلغ ارتفاعه 588 م.